# Смолянка (Подільський район)
Смоля́нка (також Сміля́нка) — село Кодимської міської громади у Подільському районі Одеської області, Україна.

## Історія
Під час організованого радянською владою Голодомору 1932—1933 років померло щонайменше 19 жителів села.
З 1 жовтня 1937 року село із складу Балтського району Молдавської АРСР передано до Кодимського району МАРСР.
Колишній орган місцевого самоврядування — Смолянська сільська рада.
19 липня 2020 року, в результаті адміністративно-територіальної реформи і ліквідації Кодимського району, село увійшло до складу новоутвореного Подільського району.

## Населення
Згідно з переписом УРСР 1989 року чисельність наявного населення села становила 553 особи, з яких 221 чоловік та 332 жінки.
За переписом населення України 2001 року в селі мешкали 434 особи.

### Мова
Розподіл населення за рідною мовою за даними перепису 2001 року:
| Мова       | Кількість | Відсоток |
| ---------- | --------- | -------- |
| українська | 422       | 97.24%   |
| російська  | 8         | 1.84%    |
| румунська  | 4         | 0.92%    |
| Усього     | 434       | 100%     |